# Стишко, Анатолий
Анатолий Стишко (род. 2 января 1937, город Джамбул, Казахстан) — художник с украинскими корнями, проживающий в Литве между Вильнюсом и Каунасом, вблизи деревни Греженяй и местечка Лидуокяй Укмергского района. Заслуженный деятель искусств Литовской ССР (1986).

## Биография
Известно, что предки Анатолия Стишко были родом с Украины. Однако сам он родился в казахском городе Джамбул (ныне Тараз), где и провёл своё детство. Отец Анатолия погиб во время войны на фронте. Стишко считает, что его жизненная философия и отношение к искусству зарождались в те далёкие школьные годы. В Джамбуле тогда учились ныне известные люди искусства, жившие вдоль проходящей через город Туркестано-Сибирской железной дороги — певица Анна Герман, литовская поэтесса Даля Тейшерските, киргизский писатель Чингиз Айтматов.
С особой благодарностью вспоминает Стишко директрису и учителей своей джамбульской школы, которую он называет «началом начал». Географию, историю и немецкий язык преподавал в ней ссыльный профессор Ленинградского университета Адольф Зелеман. Он привёз в ссылку чемодан с иллюстрированными книгами по искусству, которые давал в руки увлечённому мальчику.
Школьника Анатолия как-то раз забрали в милицию на джамбульском рынке за рисование без разрешения, но милицейский начальник, разглядев в его набросках знакомые лица, позволил ему и дальше рисовать на рыночной площади.
Часть школьных предметов вела свояченица Алексея Толстого. Рисованию учил детей вернувшийся оглохшим с фронта командир артиллерийского взвода, который так хорошо подготовил Анатолия, что тот с первого захода был принят в художественное училище Днепропетровска.

Разве забудешь, как профессор Ленинградского университета Зелеман помог сделать документы будущему ученику художественного училища, купил билет и отправил вместе с другим учеником через Москву в Днепропетровск… — Анатолий Стишко
Незабываемые впечатления на Анатолия производили летние учебные поездки из Днепропетровска в Москву. Преподаватель училища посещал с ребятами музеи и хранилища, где можно было увидеть эскизы работ великих художников с авторскими поправками на полях. Однажды им посчастливилось услышать в Третьяковке рассказ Игоря Грабаря о творчестве Валентина Серова. А по вечерам педагог водил своих учеников в Большой театр, где они видели Галину Уланову и Майю Плисецкую, слышали Александра Огнивцева.
Юношей Анатолий попал в Москве на выставку прибалтийских художников и решил обязательно продолжать своё обучение в Литве. Мечта сбылась. После пятилетнего обучения на Украине Стишко поступил в Художественный институт Вильнюса. Среди педагогов, которыми он гордится, была искусствовед Валерия Чюрлёните, младшая сестра Микалоюса Чюрлёниса. Институт Стишко окончил в 1966 году с дипломом художника-монументалиста. Сначала он жил в центре Каунаса, имел квартиру с мастерской, у него было много друзей среди местной богемы. На фабрике, куда его однажды привезли, познакомился со своей будущей женой Андорой, работавшей там художницей.
В 1979 году Стишко сознательно поменял привычную городскую жизнь на деревенскую, когда переселился с семьёй в Укмергский район Вильнюсского уезда, купив большой старый деревянный дом рядом с местечком Лидуокяй и деревней Греженяй. Главным стимулом к переезду стал найденный художником в этих местах новый источник творчества.
Кроме собственной живописи Анатолий Стишко уделяет много внимания местным детям и подросткам из художественной школы в Лидуокяй, помогает их участию в местных и зарубежных выставках, инициирует в 2000 году международную акцию — создание монументальной фрески в интерьере этой школы.

## Творчество
Художник так определяет секрет рождения картины: 

Не школа, не идеи есть источник её рождения. Картина рождается от большой любви или от большого потрясения души. В искусстве нужна большая искренность и большая любовь…  — Анатолий Стишко
С 1960-х годов Анатолий Стишко участвует в художественных выставках. Его картины представлены в Третьяковской галерее, многие работы находятся в частных коллекциях Англии, Беларуси, Германии, Израиля, Казахстана, Канады, Норвегии, Польши, России, США, Франции и Японии. В самой Литве художник не раз был представлен на выставках в разных городах, но большинство его картин можно увидеть в каунасском Национальном художественном музее имени Микалоюса Чюрлёниса.
В 1986 году художнику присвоено звание Заслуженного деятеля искусств Литовской ССР. В 2010 году его удостоили почётным литовским званием «Светоч», а московский культурный центр «Дом Юргиса Балтрушайтиса» стал местом проведения персональной выставки А. Стишко.
В зале собраний при храме Николая Чудотворца в Вильнюсе Анатолий Стишко торжественно передал в 2011 году свой дар православной общине Литвы — картину «Посвящение», над которой работал около двух лет. Художнику-деревенщику для создания этой картины холст привёз из Москвы Чрезвычайный и Полномочный Посол России в Литве Владимир Чхиквадзе. На церемонии присутствовали официальные представители церкви и государства.
К 75-летию художника в вильнюсской галерее Союза художников столичного Центра современного искусства в 2012 году прошла юбилейная выставка живописи, о которой Стишко сказал: 

Делаю свою выставку на исходе жизни, и душа подсказывает, что я должен сказать спасибо Литве за то, что нашел здесь свой дом, и родина моего искусства — это литовская деревня… — Анатолий Стишко
В 2013 году минская галерея имени Михаила Савицкого предоставила залы для картин Анатолия Стишко, который посвятил эту выставку памяти своего друга белорусского народного художника.

## Награды и звания
- Медаль Пушкина (8 июня 2016 года, Россия) — за заслуги в области культуры, сохранении и популяризации русского языка за рубежом[12].
- Заслуженный деятель искусств Литовской ССР (30 декабря 1986 года) — за заслуги перед литовским советским изобразительным искусством и активное участие в общественной жизни[2][13].